# Hrabovčík
Hrabovčík es un municipio del distrito de Svidník en la región de Prešov, Eslovaquia, con una población estimada a final del año 2024 de 322 habitantes.
Se encuentra ubicado en el centro-norte de la región, cerca del río Ondava (cuenca hidrográfica del río Tisza) y de la frontera con  Polonia.

## Demografía
| Año        | 1994 | 2004     | 2014    | 2024    |
| ---------- | ---- | -------- | ------- | ------- |
| Población  | 289  | 328      | 339     | 322     |
| Diferencia |      | +13,49 % | +3,35 % | −5,01 % |

| Año        | 2023 | 2024    |
| ---------- | ---- | ------- |
| Población  | 327  | 322     |
| Diferencia |      | −1,52 % |